# Správní obvod obce s rozšířenou působností Karviná
Správní obvod obce s rozšířenou působností Karviná je od 1. ledna 2003 jedním z pěti správních obvodů rozšířené působnosti obcí v okrese Karviná v Moravskoslezském kraji. Čítá 4 obce.
Město Karviná je zároveň obcí s pověřeným obecním úřadem, přičemž oba správní obvody jsou územně totožné.

## Seznam obcí
Poznámka: Města jsou vyznačena tučně.
- Dětmarovice
- Karviná
- Petrovice u Karviné
- Stonava

## Obyvatelstvo
| Rok  | Obyv.  | ± %     |
| ---- | ------ | ------- |
| 1869 | 14 199 | —       |
| 1880 | 18 420 | +29,7 % |
| 1890 | 23 626 | +28,3 % |
| 1900 | 33 263 | +40,8 % |
| 1910 | 40 981 | +23,2 % |

| Rok  | Obyv.  | ± %     |
| ---- | ------ | ------- |
| 1921 | 46 909 | +14,5 % |
| 1930 | 51 032 | +8,8 %  |
| 1950 | 50 392 | −1,3 %  |
| 1961 | 61 887 | +22,8 % |
| 1970 | 90 471 | +46,2 % |

| Rok  | Obyv.  | ± %     |
| ---- | ------ | ------- |
| 1980 | 88 498 | −2,2 %  |
| 1991 | 77 737 | −12,2 % |
| 2001 | 75 250 | −3,2 %  |
| 2011 | 68 024 | −9,6 %  |
| 2021 | 59 144 | −13,1 % |